# 天音佑湖
天音 佑湖（あまね ゆうこ、8月24日 - ）は、日本の女性漫画家。血液型はO型。茨城県出身。

## 来歴・人物
2003年、小学館の『少女コミック』増刊8月15日号に掲載された「好きになったもん勝ち」でデビュー。
以後『Sho-Comi』を中心に執筆していたが、2009年代からは『モバイルフラワー』や『ベツコミ』（小学館）へも執筆活動を展開している。近年では誌面での作品掲載はなく、『モバイルフラワー』への執筆を中心に活動中である。
「英国好きの漫画家」と称しており、作品の設定や背景にもそれが色濃くでている。
特に自身最長連載の『カントリー・ハウスへようこそ!』は時代背景や、紅茶、メイド、ドレスなど自分の好きなものを全て詰め込んだ作品と語っている。

## 作品リスト

### 書籍
- あたしはペット。（小学館、フラワーコミックス、2005年2月25日、全1巻）
- 5時から始まるヒミツの時間。（小学館、フラワーコミックス、2005年8月26日、全1巻）
- だめだめダーリン。（小学館、フラワーコミックス、2005年10月26日、全1巻）
- 豹変カレシ。（小学館、フラワーコミックス、2006年2月24日、全1巻）
- いちゃつきたいの♥（小学館、フラワーコミックス、2006年5月26日、全1巻）
- もっといちゃつきたいの♥（小学館、フラワーコミックス、2006年8月25日、全1巻）
- 恋敵（ライバル）は子猫ちゃん♥（小学館、フラワーコミックス、2006年10月26日、全1巻）
- ずっといちゃつきたいの♥（小学館、フラワーコミックス、2007年5月25日、全1巻）
- メガネに恋して♥（小学館、フラワーコミックス、2007年10月26日、全1巻）
- カントリー・ハウスへようこそ!（小学館、フラワーコミックス、2007年12月 - 2008年11月26日、全3巻）
- 執事は大胆不敵に嘘をつく（小学館、フラワーコミックス、2010年1月26日、全1巻）
- メロディの事件簿（小学館、ベツコミフラワーコミックス、2010年9月24日、全1巻）
- 伯爵様は欲情する（小学館、フラワーコミックス、2010年12月24日、全1巻）
- 執事は四六時中も愛をささやく（小学館、フラワーコミックス、2011年8月26日、全1巻）
- 公爵家の婚活事情〜メロディの事件簿2〜（小学館、ベツコミフラワーコミックス、2011年8月26日、全1巻）
- 執事は問答無用で唇を奪う（小学館、フラワーコミックス、2012年4月26日、全1巻）
- 恋するレディと闘う執事〜メロディの事件簿3〜（小学館、ベツコミフラワーコミックス、2012年5月25日、全1巻）
- フォレスト・キャット（小学館、ベツコミフラワーコミックス、2012年10月26日、全1巻）
- 執事は電光石火で甘く抱きしめる（小学館、フラワーコミックスアルファ、2013年3月8日、全1巻）
- 愛する乙女にくちづけを〜メロディの事件簿4〜（小学館、ベツコミフラワーコミックス、2013年7月26日、全1巻）
- 執事は唯一無二の恋に溺れる（小学館、フラワーコミックスアルファ、2013年10月10日、全1巻）
- 薔薇咲くお庭でお茶会を（小学館、ベツコミフラワーコミックス、2013年10月25日 - 2018年3月26日、全8巻）
- 伯爵様は愛撫する（小学館、フラワーコミックスアルファ、2014年8月8日、全1巻）
- 執事は一心不乱に肌を求める（小学館、フラワーコミックスアルファ、2015年4月10日、全1巻）
- 執事は千夜一夜に熱をおびる（小学館、フラワーコミックスアルファ、2016年7月8日、全1巻）
- 欲張りなお作法 イジワルな手ほどき（小学館、フラワーコミックスアルファ、2017年1月10日 - 2024年5月10日、全10巻）
- 緑尾館のうるさい住人たち（小学館、フラワーコミックス、2018年11月26日 - 2020年3月26日、全3巻）
- うちの執事は揺るがない。（『ベツフラ』2020年3号 - 2024年31号[3]、全6巻）

### オムニバス作品
- 先生〜これが、恋ですか?〜（小学館、フラワーコミックス、2009年7月24日、全1巻）

### 単行本未収録
- 珠姫のお輿入れ（『増刊flowers』2024年冬号[4]）
- 美貌の公爵と目つきの悪い猫（増刊flowers』2025年春号[5]）